# Sunman
Sunman ist eine Town im Ripley County im US-Bundesstaat Indiana mit gut 1000 Einwohnern.
Der Ort liegt etwa 50 Kilometer westlich von Cincinnati auf dem Weg nach Indianapolis.